# Рудавец (Брестский район)
Руда́вец (бел. Рудавец) — деревня в Брестском районе Брестской области Белоруссии. Входит в состав Лыщицкого сельсовета. Расположена в северной части района в 17 км севернее Бреста, в 2 км южнее автодороги А238, на расстоянии 10,5 км по автодорогам к северо-востоку от центра сельсовета. Магазин.

## История
В XVIII веке — деревня в Берестейском повете Берестейского воеводства ВКЛ, в 1767 году — владение Юзефа Дулебы. В XIX веке деревня Ратайчицкой волости Брестского уезда Гродненской губернии.
После Рижского мирного договора 1921 года — в составе гмины Лыщицы Брестского повята Полесского воеводства Польши, 28 дворов. С 1939 года — в составе БССР, в 1940 году — 65 дворов.

## Достопримечательности
- Усадьба и остатки парка Галчинских «Лозовица».